# Стаут, Майкл
Майкл Клиффорд Стаут (англ. Michael Clifford Stoute, род. 3 февраля 1948, Барбадос) — барбадосский шоссейный велогонщик. Участник летних Олимпийских игр 1968 года.

## Карьера
В 1968 году был включён в состав сборной Барбадоса для участия на летних Олимпийских играх в Мехико. На них выступил в групповой шоссейной гонке протяжённостью 196,2 км, но не смог её завершить, как и ещё 79 из 144 участников.